# Nh. Dini
Pour les articles homonymes, voir Dini.
 (décembre 2010).
Si vous disposez d'ouvrages ou d'articles de référence ou si vous connaissez des sites web de qualité traitant du thème abordé ici, merci de compléter l'article en donnant les références utiles à sa vérifiabilité et en les liant à la section « Notes et références ».
Nh. Dini, nom de plume de Nurhayati Sri Hardini Siti Nukatin (née à Semarang (Java central, Indes néerlandaises) le 29 février 1936 et morte le 4 décembre 2018 à Semarang (Indonésie)), est une romancière et féministe indonésienne.
En 2003, elle reçoit le prix des écrivains de l'Asie du Sud-Est pour l'Indonésie (SEA Write Award, l'équivalent du prix Goncourt en Asie du Sud-Est).

## Biographie
Dini est la benjamine des cinq enfants de Saljowidjojo et Kusaminah. Une partie de sa famille est d'origine bugis du sud de Célèbes.
Dini dit qu'elle a commencé à aimer écrire quand elle était en CE2. Sa mère était une artisane de batik imprégnée de culture javanaise, qui lui lisait des récits et des poèmes écrits en alphabet javanais. Son père meurt quand elle est encore au collège. Son talent pour écrire des fictions se confirme alors. À 15 ans, elle lit ses poèmes à RRI (radio d'État) de Semarang.
En 1956, tout en travaillant à Garuda Indonesia Airways (la compagnie aérienne nationale), Dini publie un recueil de nouvelles, Dua Dunia (Deux mondes).

### Vie privée
En 1960, Nh. Dini épouse Yves Coffin, consul de France à Kōbe au Japon. De ce mariage naissent deux enfants, Marie-Claire Lintang et Pierre-Louis Padang. Épouse de diplomate, Dini suit son mari au Japon, puis à Phnom Penh au Cambodge.
Elle arrive en France en 1966, puis le couple part pour Manille aux Philippines. En 1976, ils vont à Détroit aux États-Unis.
Dini se sépare de son mari en 1984, et elle est rétablie dans sa nationalité indonésienne en 1985.
À partir de 2003, Dini vit à Sleman près de Yogyakarta.
Elle meurt en décembre 2018 dans un accident de circulation à Semarang.

## Œuvre
- Pada Sebuah Kapal (Sur un bateau, 1972)
- La Barka (1975)
- Namaku Hiroko (Je m'appelle Hiroko, 1977)
- Orang-orang Tran (1983)
- Pertemuan Dua Hati (1986)
- Hati yang Damai (Cœurs paisibles, 1961, 1998)